# Blatnica (Čitluk, BiH)
Blatnica je naseljeno mjesto u općini Čitluk, Federacija BiH, BiH.

## Podrijetlo imena
Naziv mjesta Blatnica je slavenskog podrijetla. Postoji više teorija o porijeklu imena Blatnica. Po jednoj teoriji ime potječe od prirodnog obilježja kraja koji u jednom dijelu ima močvarno područje. Druga teorija je da naselje, koje se nalazi na sjeverozapadnom dijelu Broćanske visoravni, ime dobilo po povezanosti s Mostarskim blatom. Naime, kroz naselje je vodio najprirodniji i najlakši put iz Brotnja u Mostar. Treća teorija kaže da je ime Blatnica nastalo po vrsti grožđa »Blatini«, koja se u ovom kraju odavno uzgaja. Osim naziva Blatnica, iz srednjeg vijeka potječu i sljedeći nazivi koji se nalaze na području ovoga mjesta, a to su: Gradina, Predivište, Garišta, Šenkovina, Kaštun, Ulica, Spanaćevac i Repište.

## Zemljopisni položaj
Blatnica se nalazi u sjevernom dijelu Brotnja.

## Povijest
Prvi se puta spominje 1477. godine (prema knjizi "Povijest Brotnja - od najstarijih vremena do 1878. godine).
Prema popisu iz 1982. godine u Gornjoj Blatnici bile su 32 obitelji, u kojima je živjelo 234 člana.
Donja i Gornja Blatnica su pripadale istoj župi »Brotnjo«, ali su 1868. razdjeljene tako da je Donja Blatnica pripala tada osnovanoj župi Čerin (1864.), a Gornja Blatnica je ostala u sklopu stare župe matice Gradnici u Brotnju.
Gornja Blatnica nalazi se na sjevernom dijelu općine Čitluk – Brotnjo. Graničnu crtu ima s dvije općine Mostar i Široki Brijeg kao i s mjestima u tim općinama; Kruševo, Podgorje, Ljuti Dolac i Biograci.
Gornja Blatnica se nalazi na kršovitom području, gdje ima malo sitnog raslinja, hrastovine i borove šume.  Pored ceste koja vodi prema Donjoj Blatnici odnosno na samoj međi između ta dva sela nalazi se izvor žive vode, odavnina zvan Bubanj Dolac. Mjesto ima 490 stanovnika u 108 domaćinstava. Filijalna crkva u G. Blatnici posvećena je Srcu Isusovu. Gradnja crkve trajala je od 7. srpnja do 14. prosinca 1969. godine, kada je blagoslovljena i kada se u njoj počelo obavljati bogoslužje.  Zaštitnik G. Blatnice je Srce Isusovo, od 2000. godine. Prije toga crkva u G.Blatnici je nosila ime po zvonu koje se nalazi uz crkvu »Zvono porođenja Isusova«.

## Stanovništvo

### Popisi 1971. – 1991.
| Blatnica           |                |                |                |
| godina popisa      | 1991.          | 1981.          | 1971.          |
| Hrvati             | 1.036 (99,51%) | 1.000 (99,00%) | 1.248 (99,52%) |
| Muslimani          | 0              | 1 (0,09%)      | 1 (0,07%)      |
| Srbi               | 0              | 1 (0,09%)      | 0              |
| Jugoslaveni        | 0              | 3 (0,29%)      | 0              |
| ostali i nepoznato | 5 (0,48%)      | 5 (0,49%)      | 5 (0,39%)      |
| ukupno             | 1.041          | 1.010          | 1.254          |

### Popis 2013.
| Blatnica           |              |
| godina popisa      | 2013.        |
| Hrvati             | 974 (99,90%) |
| Bošnjaci           | 0            |
| Srbi               | 0            |
| ostali i nepoznato | 1 (0,10%)    |
| ukupno             | 975          |

## Gospodarstvo
U samom mjestu kao i cijelom Broćanskom kraju malo koje kućanstvo ne obrađuje vinovu lozu. Osim toga na brdu Trtle, postoji plantaža vinove loze na 30 hektara u vlasništvu Vinarije Čitluk. U blizini plantaža nalazi se novosagrađeni Lovački dom. Mjesto je poznato i po nalazištima rude boksit, koja se eksploatira od 1950. godine pa sve do današnjih dana.

## Vanjske poveznice
- Blatnica.com
- Maplandia: Blatnica